# Lasserre-Pradère
Lasserre-Pradère (en gascon La Sèrra e Pradèra) est une commune française située dans le département de la Haute-Garonne, en région Occitanie.
Elle est créée à compter du 1er janvier 2018, par arrêté du préfet de la Haute-Garonne en date du 12 décembre 2017. Cette commune nouvelle résulte de la fusion des communes de Lasserre et de Pradère-les-Bourguets.
Lasserre-Pradère est une commune rurale qui compte 1 590 habitants en 2022, après avoir connu une forte hausse de la population depuis 1975. Elle fait partie de l'aire d'attraction de Toulouse. Ses habitants sont appelés les Lasserrois et Lasserroises.

## Géographie

### Localisation
Commune de l'aire d'attraction de Toulouse située dans le Savès à 25 km au nord-ouest de Toulouse dans la Vallée de la Save, entre L'Isle-Jourdain et Grenade, 10 km de L'Isle-Jourdain (Gers), 7 km de Léguevin et 4 km de Lévignac. Commune rurale, elle intègre petit à petit la grande couronne toulousaine et son bassin d'emploi.

### Communes limitrophes
Lasserre-Pradère est limitrophe de huit autres communes, dont une dans le département du Gers :
Les communes limitrophes sont Le Castéra, Lévignac, Pibrac, Brax, Léguevin, Mérenvielle, Ségoufielle et Sainte-Livrade.
| Le Castéra         | Lévignac         |              |
| Sainte-Livrade     | Lasserre-Pradère | Pibrac, Brax |
| Ségoufielle (Gers) | Mérenvielle      | Léguevin     |

### Géologie et relief
La superficie de la commune est de 1 440 hectares ; son altitude varie de 128  à   253 mètres.
Une partie de la forêt de Bouconne est située sur la commune.

### Hydrographie

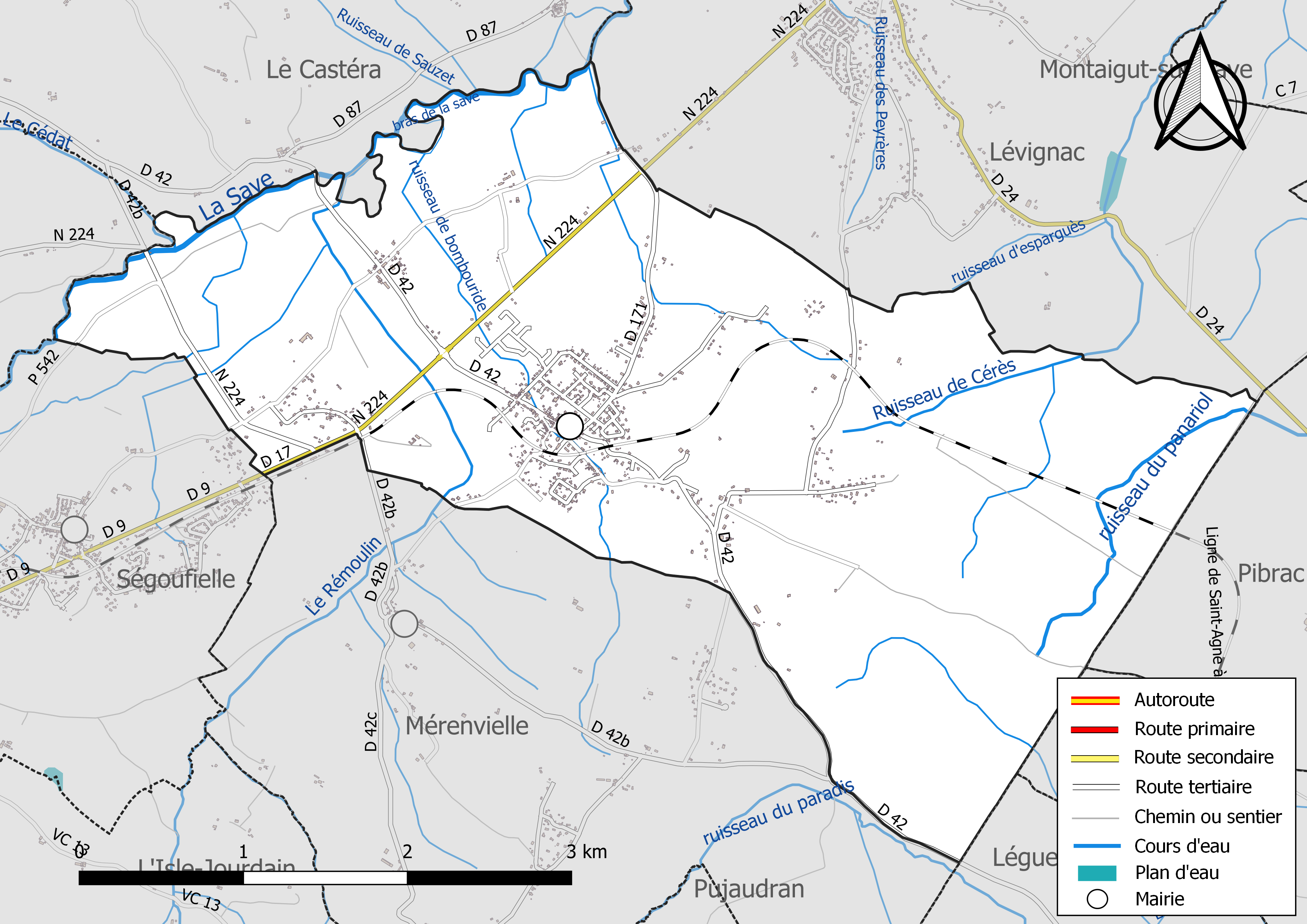
Réseaux hydrographique et routier de Lasserre-Pradère.

La commune est dans le bassin de la Garonne, au sein du bassin hydrographique Adour-Garonne. Elle est drainée par le ruisseau du Panariol, le Rémoulin, le ruisseau de Cérès, le ruisseau de bombouride et par divers petits cours d'eau, constituant un réseau hydrographique de 10 km de longueur totale,.
Le ruisseau du Panariol, d'une longueur totale de 14,24 km, prend sa source dans la commune et s'écoule du sud-ouest vers le nord-est. Il traverse la commune et se jette dans l'Aussonnelle à Aussonne, après avoir traversé 4 communes.

### Climat
Pour des articles plus généraux, voir Climat de l'Occitanie et Climat de la Haute-Garonne.
En 2010, le climat de la commune est de type climat du Bassin du Sud-Ouest, selon une étude s'appuyant sur une série de données couvrant la période 1971-2000. En 2020, Météo-France publie une typologie des climats de la France métropolitaine dans laquelle la commune est exposée à un climat océanique altéré et est dans la région climatique Aquitaine, Gascogne, caractérisée par une pluviométrie abondante au printemps, modérée en automne, un faible ensoleillement au printemps, un été chaud (19,5 °C), des vents faibles, des brouillards fréquents en automne et en hiver et des orages fréquents en été (15 à 20 jours).
Pour la période 1971-2000, la température annuelle moyenne est de 13 °C, avec une amplitude thermique annuelle de 15,8 °C. Le cumul annuel moyen de précipitations est de 709 mm, avec 9,3 jours de précipitations en janvier et 5,8 jours en juillet. Pour la période 1991-2020, la température moyenne annuelle observée sur la station météorologique la plus proche, située sur la commune de Blagnac à 18 km à vol d'oiseau, est de 14,2 °C et le cumul annuel moyen de précipitations est de 627,0 mm,. Pour l'avenir, les paramètres climatiques de la commune estimés pour 2050 selon différents scénarios d'émission de gaz à effet de serre sont consultables sur un site dédié publié par Météo-France en novembre 2022.

## Urbanisme

### Typologie
Au 1er janvier 2024, Lasserre-Pradère est catégorisée bourg rural, selon la nouvelle grille communale de densité à sept niveaux définie par l'Insee en 2022.
Elle est située hors unité urbaine. Par ailleurs la commune fait partie de l'aire d'attraction de Toulouse, dont elle est une commune de la couronne,. Cette aire, qui regroupe 527 communes, est catégorisée dans les aires de 700 000 habitants ou plus (hors Paris),.

### Voies de communication et transports
- Par la route : route nationale 224 ou la D 42.
- Par le train : la ligne Sainte-Agne - Auch passe sur la commune et les gares les plus proches sont la gare de Brax - Léguevin ou la gare de Mérenvielle.
- Par l'avion : aéroport Toulouse-Blagnac

La ligne 369 du réseau Arc-en-Ciel relie le centre de la commune à la gare routière de Toulouse.

### Risques majeurs
Le territoire de la commune de Lasserre-Pradère est vulnérable à différents aléas naturels : météorologiques (tempête, orage, neige, grand froid, canicule ou sécheresse), feux de forêts et séisme (sismicité très faible). Un site publié par le BRGM permet d'évaluer simplement et rapidement les risques d'un bien localisé soit par son adresse soit par le numéro de sa parcelle.
Un plan départemental de protection des forêts contre les incendies a été approuvé par arrêté préfectoral du 25 septembre 2006. Lasserre-Pradère est exposée au risque de feu de forêt du fait de la présence sur son territoire du massif de Bouconne. Il est ainsi défendu aux propriétaires de la commune et à leurs ayants droit de porter ou d’allumer du feu dans l'intérieur et à une distance de 200 mètres des bois, forêts, plantations, reboisements ainsi que des landes. L’écobuage est également interdit, ainsi que les feux de type méchouis et barbecues, à l’exception de ceux prévus dans des installations fixes (non situées sous couvert d'arbres) constituant une dépendance d'habitation,

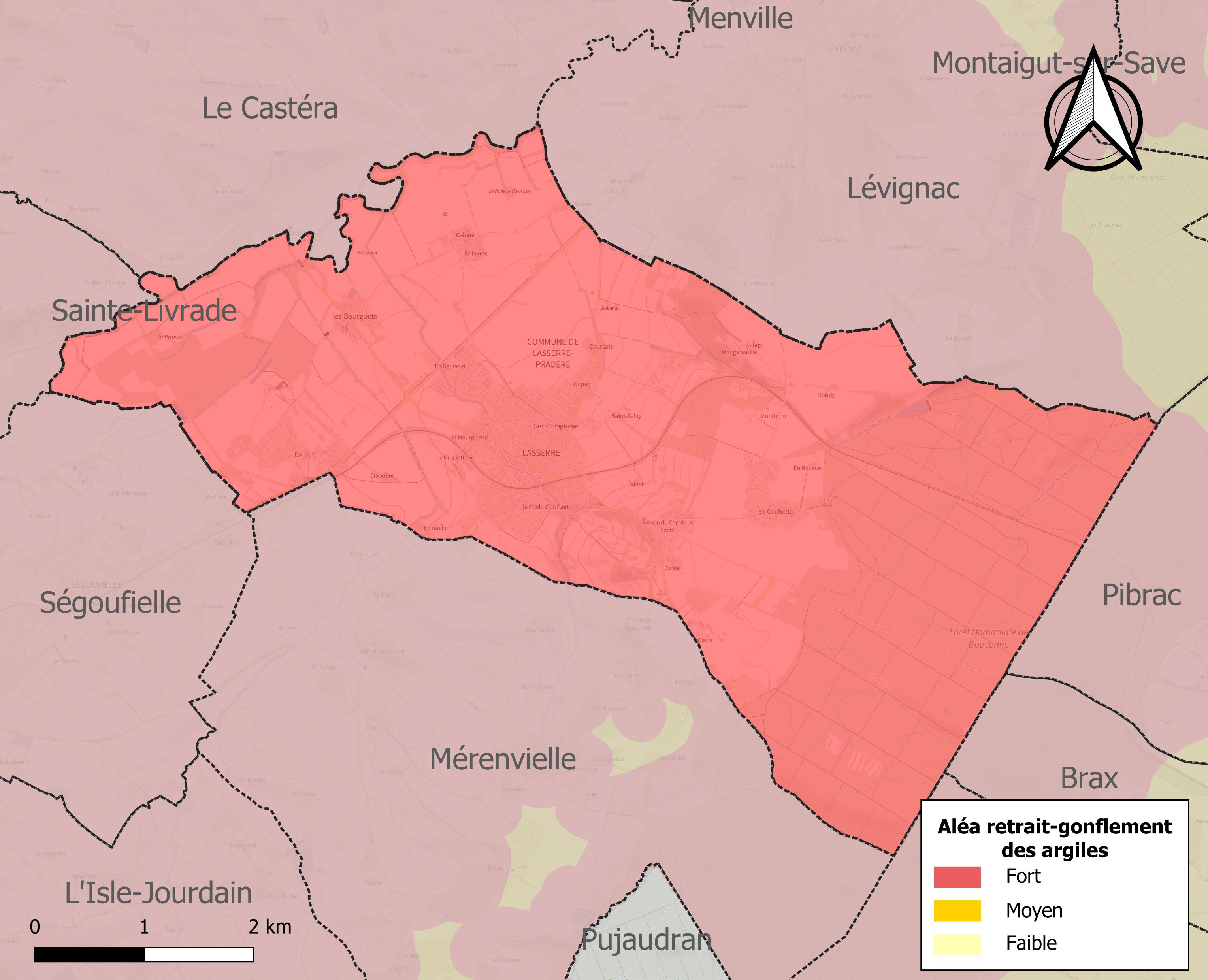
Carte des zones d'aléa retrait-gonflement des sols argileux de Lasserre-Pradère.

Le retrait-gonflement des sols argileux est susceptible d'engendrer des dommages importants aux bâtiments en cas d’alternance de périodes de sécheresse et de pluie. La totalité de la commune est en aléa moyen ou fort (88,8 % au niveau départemental et 48,5 % au niveau national). Sur les 590 bâtiments dénombrés sur la commune en 2019, 590 sont en aléa moyen ou fort, soit 100 %, à comparer aux 98 % au niveau départemental et 54 % au niveau national. Une cartographie de l'exposition du territoire national au retrait gonflement des sols argileux est disponible sur le site du BRGM,.
Par ailleurs, afin de mieux appréhender le risque d’affaissement de terrain, l'inventaire national des cavités souterraines permet de localiser celles situées sur la commune.
Concernant les mouvements de terrains, la commune a été reconnue en état de catastrophe naturelle au titre des dommages causés par la sécheresse en 1989, 1990, 1991, 1992, 1993, 1997, 1999, 2000, 2003, 2008, 2011, 2015 et 2016 et par des mouvements de terrain en 1999.

## Histoire
La commune nouvelle regroupe les communes des Lasserre et de Pradère-les-Bourguets, qui deviennent des communes déléguées, le 1er janvier 2018.
Son chef-lieu se situe à Lasserre.
- 1944 : Le résistant François Verdier fut exécuté par la Gestapo sur la commune de Lasserre, en forêt de Bouconne ou une stèle (François Verdier alias Forain) lui est dédiée[26].

## Politique et administration
| Nom                   | Code Insee | Code postal | Superficie (km2) | Population (dernière pop. légale) | Densité (hab./km2) | Modifier                                    |
| --------------------- | ---------- | ----------- | ---------------- | --------------------------------- | ------------------ | ------------------------------------------- |
| Lasserre (siège)      | 31277      | 31530       | 9,51             | 1 061 (2016)                      | 112                | modifier les données · modifier les données |
| Pradère-les-Bourguets | 31438      | 31530       | 4,89             | 441 (2015)                        | 90                 | modifier les données · modifier les données |

### Administration municipale
Le nombre d'habitants au recensement de 2017 étant compris entre 1 500 habitants et 2 499 habitants, le nombre de membres du conseil municipal pour l'élection de 2020 est de dix-neuf,.

### Rattachements administratifs et électoraux
Commune faisant partie de la sixième circonscription de la Haute-Garonne, du Grand Ouest Toulousain Agglomération et du canton de Léguevin.

### Liste des maires
| Période         | Période  | Identité        | Étiquette | Qualité               |
| --------------- | -------- | --------------- | --------- | --------------------- |
| 11 janvier 2018 | En cours | Hervé Serniguet | PS        | Entrepreneur agricole |

## Population et société

### Démographie
L'évolution du nombre d'habitants est connue à travers les recensements de la population effectués dans la commune depuis 2015. Pour les communes de moins de 10 000 habitants, une enquête de recensement portant sur toute la population est réalisée tous les cinq ans, les populations de référence des années intermédiaires étant quant à elles estimées par interpolation ou extrapolation. Pour la commune, le premier recensement exhaustif entrant dans le cadre du nouveau dispositif a été réalisé en 2018.

En 2022, la commune comptait 1 590 habitants, en évolution de +5,86 % par rapport à 2016 (Haute-Garonne : +8,02 %, France hors Mayotte : +2,11 %).
| 2015  | 2016  | 2017  | 2018  | 2022  |
| ----- | ----- | ----- | ----- | ----- |
| 1 486 | 1 502 | 1 522 | 1 522 | 1 590 |

### Économie
L'agriculture basée sur la culture de céréales (maïs, blé…) a encore une place importante mais tend à diminuer en faveur de zones résidentielles liées à la proximité de l'agglomération toulousaine puisque Lasserre-Pradère se trouve dans son aire urbaine.

### Enseignement
Lasserre-Pradère fait partie de l'académie de Toulouse.
Sur la commune de Lasserre-Pradère il y a une crèche (l'arche des bambins), une école maternelle et une école élémentaire. Pour le collège, il faut aller au collège François Verdier, à Léguevin et pour le lycée, au lycée Nelson Mandela, à Pibrac.

### Activités sportives
Terrains de tennis Jean Claude Baudere, et de basket-ball, Boulodrome, chasse, centre équestre, randonnée pédestre,

### Écologie et recyclage
La collecte et le traitement des déchets des ménages et des déchets assimilés ainsi que la protection et la mise en valeur de l'environnement se font dans le cadre de Le Grand Ouest Toulousain Agglomération.

## Culture locale et patrimoine

### Lieux et monuments
- Église Saint-Martin de style gothique
- Forêt de Bouconne : S'y trouve un monument en hommage au résistant François Verdier
- Château de Las Néous et son pigeonnier
- Moulin de Pradère

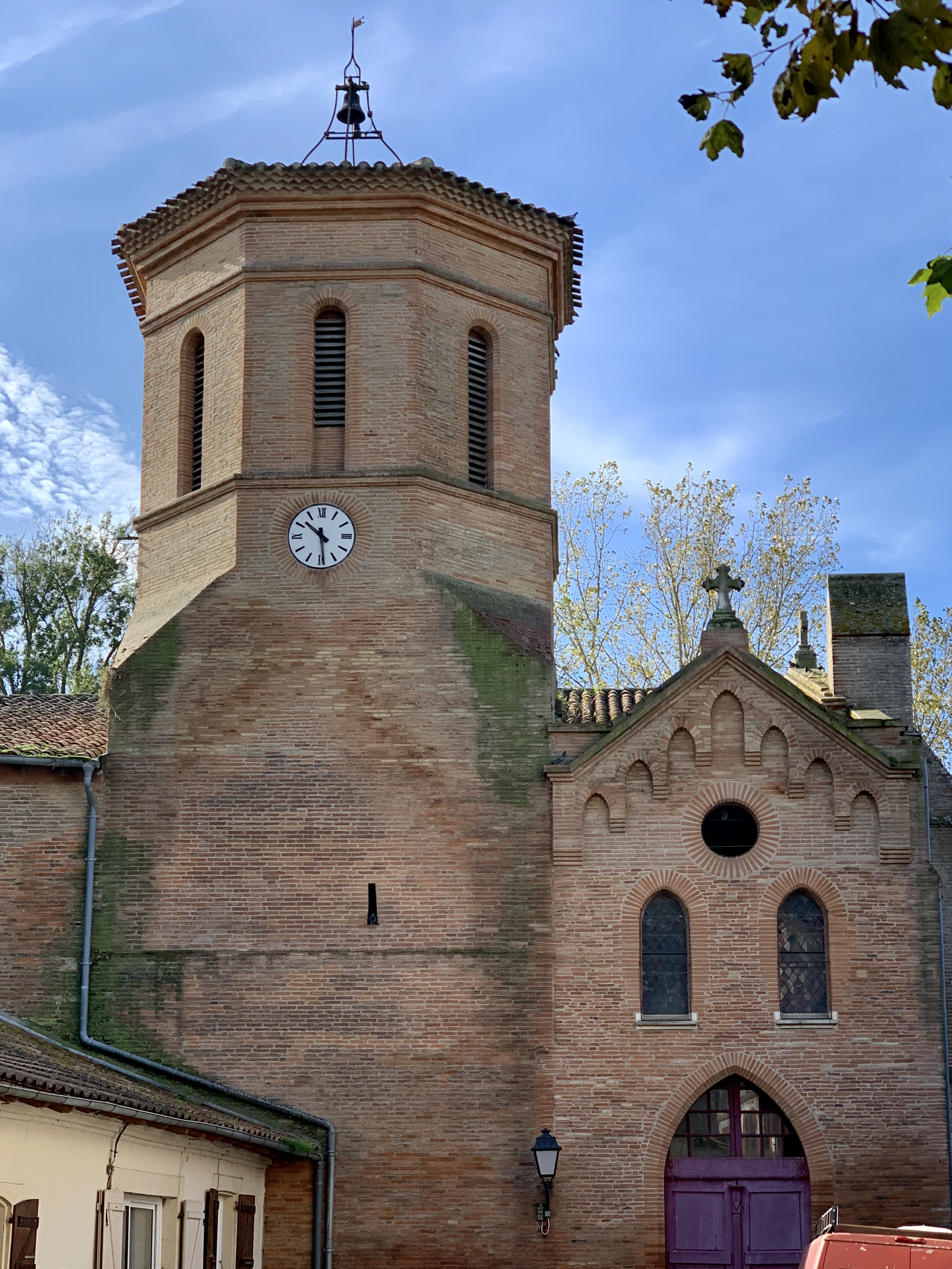
Église Saint-Martin
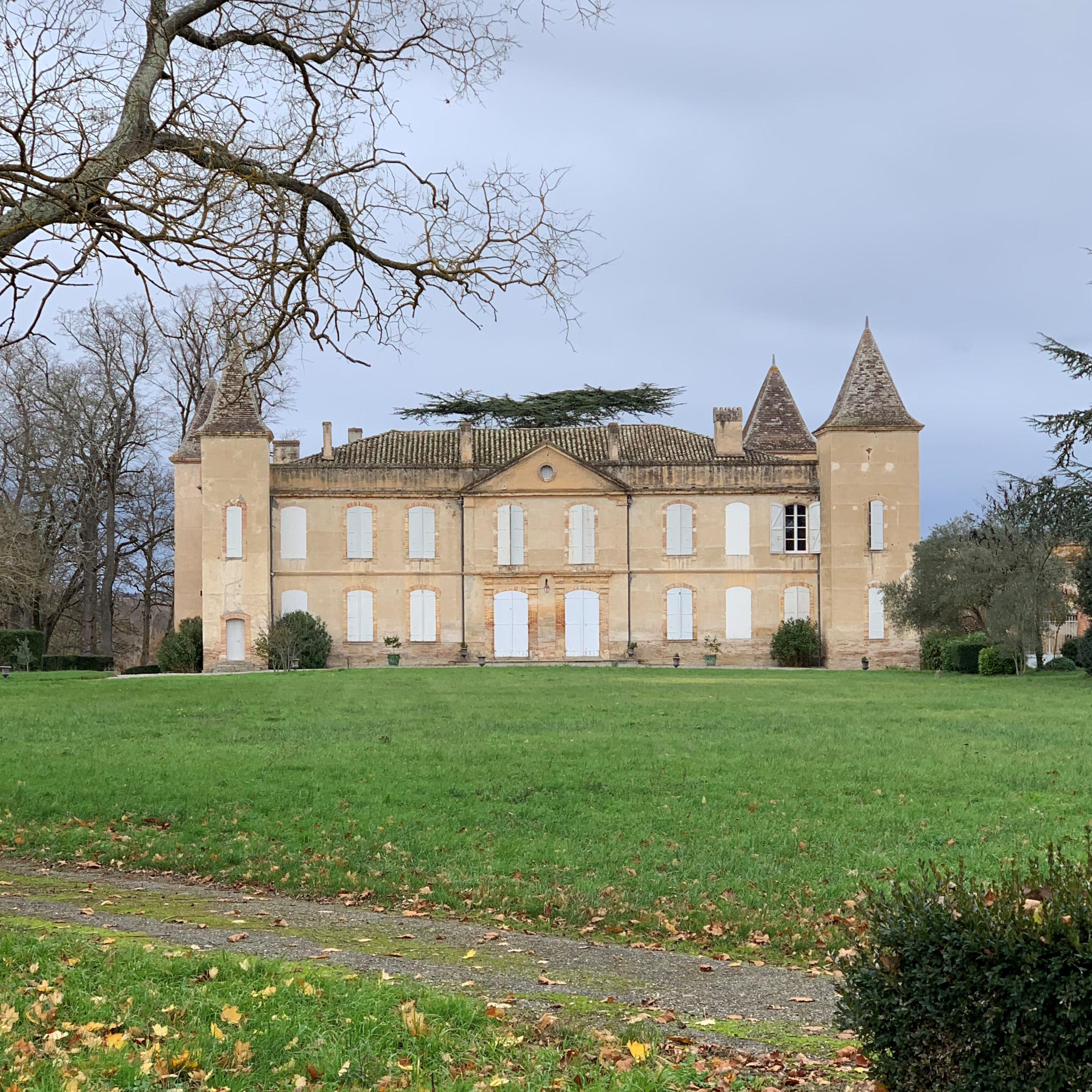
Château de Las Néous
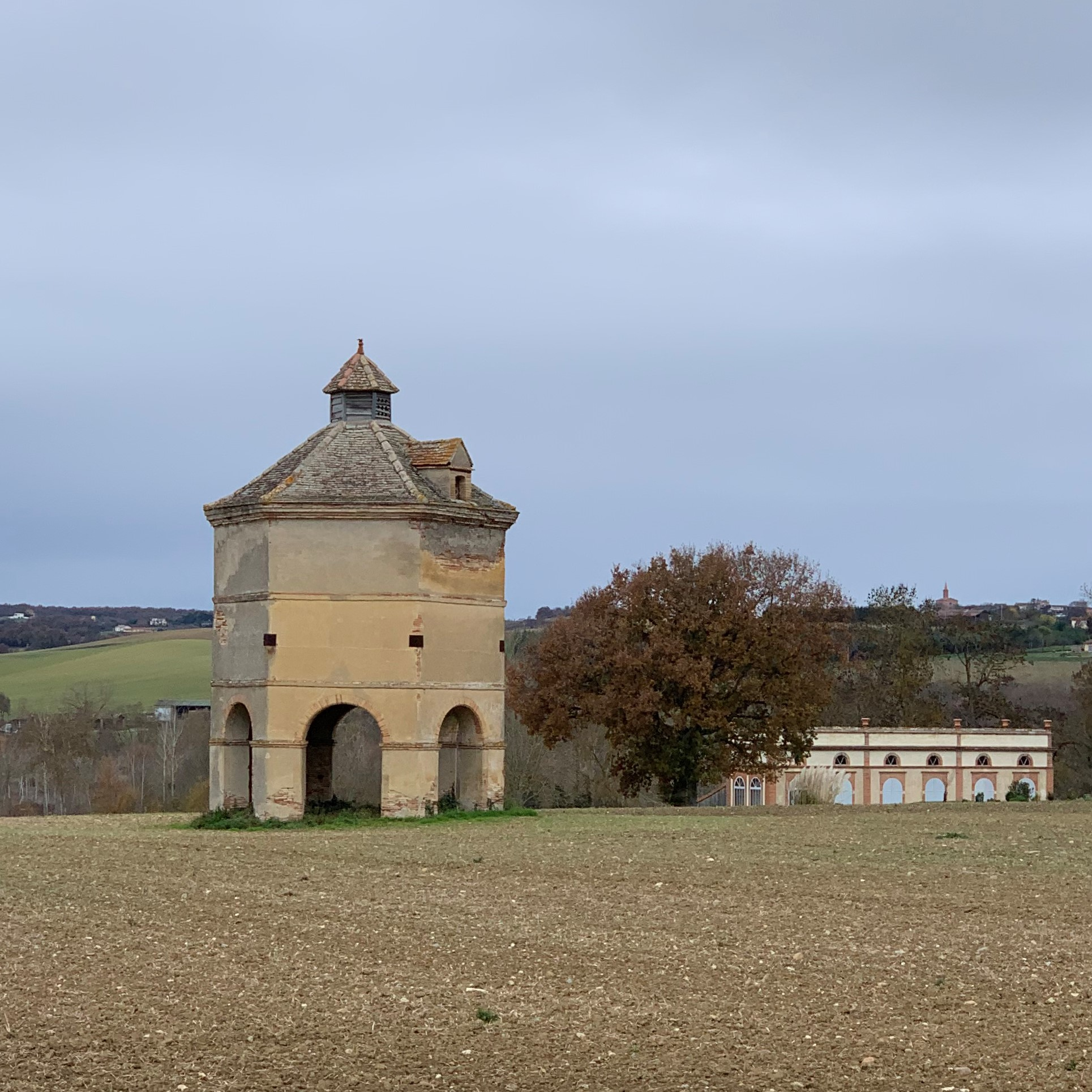
Pigeonnier de Las Néous
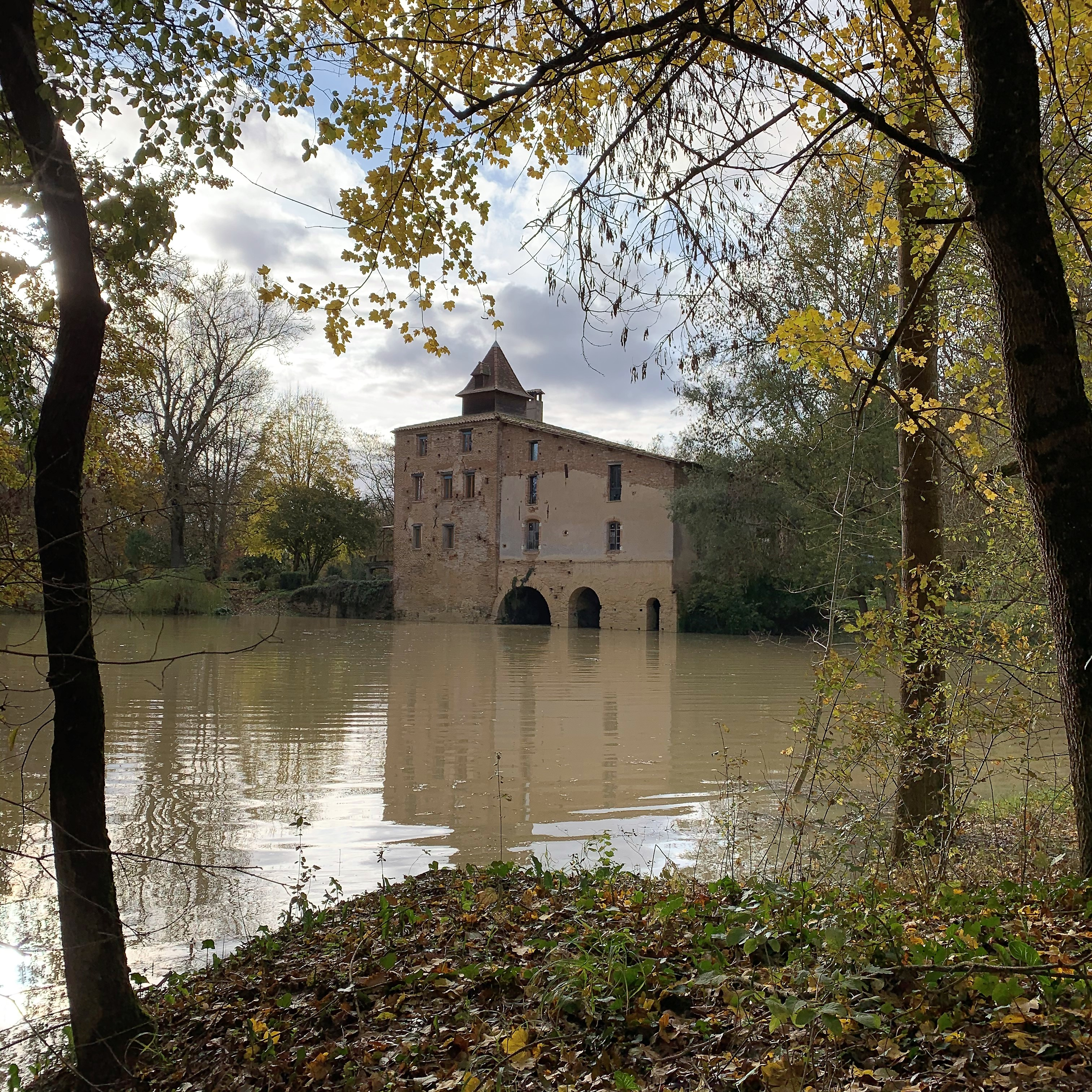
Moulin de Pradère

### Personnalités liées à la commune
- Jean-Claude Skrela, joueur de rugby à XV (en 2008 il entre dans le conseil municipal de l'ancienne commune de Lasserre).
- François Verdier :  résistant

## Pour approfondir